# 愛荷華鎮區 (內布拉斯加州霍爾特縣)
愛荷華鎮區（英語：Iowa Township）是位於美國內布拉斯加州霍爾特縣的一個行政鎮區。

## 地方資料
愛荷華鎮區的面積為93.33平方千米，當中陸地面積為93.23平方千米，而水域面積為0.10平方千米。根據2020年美國人口普查的數據，當地共有人口49人，而人口密度為每平方千米0.53人。